# Мег Кабот
Мег Кабот (Блумингтон, 1. фебруар 1967) је амерички аутор романтичне и паранормалне фантастике за младе и одрасле. Написала је и објавила преко педесет књига, а најпознатија је по The Princess Diaries, а касније их је Волт Дизни направио у два играна филма истог имена. Меговине књиге су примиле бројне награде, укључујући књиге из Њујорка за народну библиотеку за тинејџерке, Удружење америчких библиотека за брзо бирање за читаоце који нису вољни, Државна награда ТАСЛ за књигу Tennessee за волонтере, књига Sense Pick, књига Evergreen Young Adult Book, IRA/CBC Young Adult Choice, и многи други. Имала је бројне бестселере који су заузимали 1. место New York Times. Кабот има више од 25 милиона примерака својих књига - дечијих, младих и одраслих - у штампи широм света.

## Лични живот
Кабот је рођена у Блумингтону, Индијана . Након што је дипломирала на Универзитету Индијана, Кабот се преселио у Њујорк, са првобитним циљем да настави каријеру као илустратор. 1991. године. Међутим, убрзо је напустила овај посао и почела да ради као помоћник директора брачног дома на Њујоршком универзитету .
Мег Кабот се удала за писца и песника Benjamin D. Egnatz 1. априла 1993. године. Њихов датум венчања, светски дан првоаприлсе шале, била је намерна игра њеног мужа да се само будале венчају. Венчање је заправо био бег у Италији. Њен роман Every Boy's Got One је заснован на сопственом бекству. Она има мачке, Hentrietta (једнооки мачак) (1993-Јан 2013)  и Gem, о чему пише блог.
Након што је живела у Индијани, Калифорнији, Њујорку и Француској, сада дели време између Њујорка, Ки Веста, Флориде и Блумингтон.

## Публикације

### Романи за младе

#### The Princess Diaries series
Серија Princess Diaries је најзначајнија серија коју је написала Мег Кабот, а објављена је у више од 40. земаља. Прва књига из серије објављена је у октобру 2000. године, серија је провела 38. недеља на листи најпродаванијих књига New York Times'' Children's Series Best Sellers List и продата је издавачима у 37. страних земаља.
Године 2001. и 2004. серија је доведена на велики екран од стране Волт Дизнија као The Princess Diaries и The Princess Diaries 2: Royal Engagement] и глуми Ен Џеклин Хатавеј и Џули Ендруз .
У Великој Британији и Аустралији књиге се објављују под titles based on the volume number titles based on the volume number (e.g.: Mia Goes Fourth).
- ''The Princess Diaries, Volume I'' / ''The Princess Diaries'' (Октобар 2000)
- ''Volume II: Princess in the Spotlight'' / ''The Princess Diaries: Take Two'' (Јун 2001)
- ''Volume III: Princess in Love'' / ''The Princess Diaries: Third Time Lucky'' (март 2002)
- ''Volume IV: Princess in Waiting'' / ''The Princess Diaries: Mia Goes Fourt'' (Април 2003)
- ''Volume IV and 1/2: Project Princess'' (август 2003)
- ''Volume IV and 1/2: Project Princess'' (август 2003)
- ''Volume VI: Princess in Training'' / ''The Princess Diaries: Sixsational'' (март 2005)
- ''Volume VI and 1/2: The Princess Presentа'' (октобар 2004)
- ''Volume VII and 1/2: Sweet Sixteen Princess'' (мај 2006)
- ''Volume VII and 3/4: Valentine Princess'' (децембар 2006)
- ''Volume VIII: Princess on the Brink'' / ''The Princess Diaries: After Eight'' (Јануари 2007)
- Volume IX: Princess Mia] / The Princess Diaries: To The Nines (јануар 2008)
- ''Volume X: Forever Princess'' / ''The Princess Diaries: Ten Out Of Ten'' (Јануари 6, 2009)
- ''The Princess Diaries, Volume XI: Royal Wedding'' (Јуне 2, 2015)

Насликано од стране Шесли Макарен:
- Princess Lessons (март 2003)
- Perfect Princess (март 2004)
- Holiday Princess (новембар 2005)

Дана 6. јануара 2009. године објављена је књига за Volume X: Forever Princess] под називом Ransom My Heart], под именом Princess of Genovia, Mia Thermopolis by Avon Books, одељење за одрасле Харпер Колинс, издавач серије Princess Diaries. Сви аутори полазе од романа који је одштампан на 100% рециклираном папиру, одлази у Greenpeace.
У мају 2014, Кабот је објавила да ће бити две нове књиге у серији, једна књига за одрасле под називом ''Royal Wedding'' и једна књига за средњу школу, под називом ''From The Notebooks of a Middle School Princess'', преузета из угла Mia's дуго изгубљена сестра, Olivia Grace, биће објављена у лето 2015. године.
Од тада је Кабот објавио две додатне књиге и кратку књигу за тинејџере са Olivia Grace као протагонистом. Погледајте "Olivia Grace Series" испод.

#### The Mediator series
- ''Shadowland'' (октобар 2000)
- ''Ninth Key'' (фебруар 2001)
- ''Reunion'' (јул 2001)
- ''Darkest Hour'' (децембар 2001)
- ''Haunted'' (фебруар 2003)
- ''Twilight'' (јануар 2005)
- ''Proposal: A Mediator Novella'' (јануар 2016)
- ''Remembrance'' (фебруар 2016)

The Mediator Series говори о 16-годишњој девојци по имену Susannah "Suze" Simon. Сузана је посредник, чија је улога да помогне духовима да заврше свој посао на земљи како би прешли на живот после смрти. У том циљу, она може да види, додирне, комуницира, удари, удари и "удари и шутне" када мора. Серија почиње тек након што се Сузанина мајка удавица удала за Andy Ackerman, па се Сузана преселила у Кармел, у Калифорнији, да живи у старој кући са три полубрата. Да би ствари биле још горе, њену спаваћу собу прогања привлачан мушки дух по имену Jesse de Silva, који је умро 150. година раније. Сузана се присећа да је у Њујорку пророчица рекла да је она посредница (која се показала исправном) и да ће се само једном заљубити, али ће трајати целу вечност. Једина њена љубав за вечност може бити Jesse. Али да ли је враћа?
Прве четири књиге првобитно су објављене под псеудонимом Jenny Carroll (тада је Кабот радила са различитим издавачким кућама). ''Haunted'' је први наслов који му је она дала. Прве четири књиге су касније прештампане под Каботовим правим именом 2005. године са новим омотом када је ''Twilight'' објављен у тврдом корицама. Британски наслови за серију били су: ''Shadowland- Love You to Death, Ninth Key- High Stakes, Reunion- Mean Spirits, Darkest Hour- Young Blood, Haunted- Grave Doubts, и ''Twilight- Heaven Sent'' .
Права серије Mediator су продата продуценту Julia Pistor.
У децембру 2010, HarperTeen је прештампао омнибус издање под називом The Mediator: Shadowland and Ninth Key.

#### 1-800-WHERE-R-U series
- ''When Lightning Strikes'' (фебруар 2001)
- ''Code Name Cassandra'' (август 2001)
- ''Safe House''(март 2002)
- ''Sanctuary'' (септембар 2002)
- ''Missing You'' (26. децембар 2006)

Ова серија се врти око Џес мастријани, обичне 16-годишње девојчице која је добила изванредне психичке моћи након удара муње. Њене моћи јој омогућавају да зна тачну локацију нестале деце, након што су видели слику особе, појављују се у њеним сновима. Прве четири књиге одвијају се мање од годину дана и бележе њене покушаје да помогне несталој деци док покушава да избегне контролу савезне владе. Пета књига, објављена четири године након четврте књиге, покреће причу након што Џес напуни 19. година. Током књига, Џес је романтично повезана са Роб Вилкинс, дечаком са погрешне стране стазе.
Прве четири књиге су написане под Каботовим псеудонимом, Џени Карол. Након лоше продаје, серија је прекинута. Продаја се побољшала када су књиге поново објављене 2004. године под правим именом Кабот. Кабот је била незадовољна прекидом, изјавила је да жели да серија узме до осам књига. Њена садашња издавачка кућа пристала је да објави још једну рату. ''Missing You was released'' је објављена у децембру 2006. и то је био крај серије.
Серија 1-800-WHERE-R-YOU била је основа за телевизијску емисију Missing, која је емитована на кабловској мрежи [./https://en.wikipedia.org/wiki/Lifetime_Television Lifetime] три сезоне од 2003. до 2006.
Серија је прештампана у САД омнибус издањем, а поново је објављена као ''Vanished'' .

#### All-American Girl series
- All American Girl (септембар 2002)
- Ready or Not: An All-American Girl Novel (јул 2005)

Серија се врти око Samantha Madison, родом из Вашингтона, која је, бежала са ваннаставних активности, са часова уметности, која спашава живот председника, и постаје национални херој. Две књиге говоре о њеном успону до славе и њеном љубавном животу са председниковим сином David, који изгледа да жели да њихов однос до другог нивоа у другој књизи. Постоји и кратка прича под називом Another All American Girl у антологији Our White House: У потрази за Samantha's искуству у Белој кући.

#### Avalon High series
- Avalon High, децембар 2005
- Avalon High: Coronation (серија манга са три књиге)
  - The Merlin Prophecy (3. јул 2007) \ Т
  - Homecoming (24. јун 2008)
  - Hunter's Moon (1. септембар 2009)

Наставак првог Avalon High романа, уместо обичног романа, део је новог партнерства које је Харпер Колин посредовала са Tokyopop (водећом компанијом манга у САД). Објављена је као серија манга са три књиге, названа Avalon High: Coronation . Прва манга, под називом The Merlin Prophecy, објављена је 3. јула 2007. и нацртана је од стране манга уметника Jinky Coronado, која ради манга ''Banzai Girl'' . Она је такође илустровала друге две манге.
Филм Avalon High приказан је на Дизнијевом каналу 12. новембра 2010. Брит Робертсон је играla Ally (Elaine), док је Грег Салкин играо Will.

#### The Airhead trilogy
- Airhead (мај 2008)
- Being Nikki (мај 2009)
- Runaway (март 2010)

Ова серија од три књиге говори о Emerson Watts, ученици средњошколског образовања. Она се буди након незгоде и открива да јој је мозак трансплантиран у тело тинејџерског супермодела Ники Хауард. Сада јој се више не суди по оценама, већ по изгледу, и мора се борити са светском корпорацијом, Stark Enterprises, ако жели сазнати што се стварно догодило са њеним старим животом и заштитити своје пријатеље и породицу.

#### The Abandon trilogy
- Abandon(26. април 2011)
- Underworld (8. мај 2012)
- Awaken (2. јул 2013)

Позив за прву књигу у трилогији, Abandon : 
Она зна како је умрети. Смрт жели да јој се врати.
Седамнаестогодишњи Pierce зна шта нам се дешава када умремо. Тако је срела Џон Хејден, мистериозног странца који се вратио нормалном животу - или барем животу онако како га је Pierce знао пре несреће. Иако је мислила да му је побегла - започињући нову школу на потпуно новом месту - испоставило се да је погрешила. Он је проналази. Шта Џон жели од ње? Pierce мисли да зна ... као да зна да није анђео чувар, а његов тамни свет није баш рај. Али ни она се не може држати подаље од њега, поготово зато што је увек ту кад је најмање очекује, али управо када га највише треба. Али ако дозволи себи да падне даље, могла би да се врати на место на којем се највише боји. И када Pierce открије шокантну истину, то је тачно тамо где ју је John помислио:

Подземље. 
 Кабот је на свом сајту навела да постоји велико узбуђење везано за серију у Холивуду и велика могућност да се она претвори у филм или ТВ серију  .

#### Stand-alone young-adult novels
- ''Nicola and the Viscount'' (август 2002)
- ''Victoria and the Rogue'' (март 2003)
- ''Teen Ido'' (јул 2004)
- ''How to Be Popular'' (јул 2006)
- ''Pants on Firее'' (мај 2007) - UK title: ''Tommy Sullivan is a Freak''
- ''Jinx'' (јул 2007)

### Дечији романи

#### Allie Finkle's Rules for Girls
- ''Moving Day''(2007)
- ''The New Girl'' (2008)
- ''Best Friends and Drama Queens'' (2009)
- ''Stage Fright'' (2010)
- ''Glitter Girls and the Great Fake Out'' (2011)
- ''Blast From the Past'' (2012)

#### Olivia Grace series
1. ''From the Notebooks of a Middle School Princess'' (2015)
2. ''Royal Wedding Disaster'' (10. мај 2016.)
3. ''Royal Crush'' (1. август 2017.)
4. ''Royal Crown'' (7. август 2018.)
5. ''Royal Day Out'' (free e-short) (10. мај 2016)

From the Notebooks of a Middle School Princess је серија за „tween” читаоце са полусестром принцезе Mia's half-sister, Olivia Grace. Књиге су илустроване Мег Кабот.

### Романи за одрасле

#### Boy series
- „The Boy Next Door”, октобар 2002 (као Мег Кабот)
- „Boy Meets Girl”, јануар 2004 (као Мегин Кабот)
- „Every Boy's Got One”, јануар 2005.
- „The Boy is Back”, 18. октобар 2016.

Ове књиге су слабо повезане романтичне комедије испричане у е-порукама, ИМ-овима и кратким уносима у дневник. The Boy Next Door је био клуб Kelly Ripa Book Club Pick на ''LIVE!'' са ''Regis'' и ''Kelly''.

#### Heather Wells series
- Size 12 is Not Fat, 27. децембар 2005
- Size 14 is Not Fat Either, Новембар 28. новембар 2006
- Big Boned'', 26. децембар 2007
- Size 12 and Ready to Rock, 10. јул 2012
- The Bride Wore Size, 12. септембар 2013

Серија Heather Wells је мистериозна серија за одрасле коју приказује бивша поп звезда Heather Wells. Heather је некада била тинејџерска звезда, али ју је отпустила њена фирма за снимање када је затражила да пева песме које је написала уместо оних које су написали за њу. Књига се отвара одмах након што се Heather запослила као координатор резиденцијалне куће на Њујоршком колеџу и брзо открива да су младе девојке у дому убијене.
Друга књига је првобитно била названа ''Phat Chick'', али су је издавачи променили у ''It's Not Over Until The Size 12 Chick Sings'', и коначно, Size 14 is Not Fat Either, што је наставило Heather's аматерске авантуре.
Трећа књига у серији објављена је под насловом ''Size Doesn't Matter'' у Аустралији и Великој Британијi. (У другим земљама, као што су САД и Канада, назив је био ''Big Boned'' . ) У Size Doesn't Matter, Heather решава још једну мистерију, и укључена је у љубавни троугао са Tad, својим дечком и Cooper, кога она потајно воли, али је одбацио.
У марту 2008. серија је уговорена за две додатне књиге, које су објављене 2012. и 2013. године.

#### Queen of Babble series
- Queen of Babble (мај 2006)
- Queen of Babble in the Big City (јуни 2007)
- Queen of Babble Gets Hitched (Јун 2008 / Април 2009 - књига са меким корицама)

Queen of Babble дебитовала је на броју 27. на листи најпродаванијих листова New York Times  Главни јунак ове романтичне комедије, Lizzie Nichols је матурант на факултету која није сигурна шта жели даље са својим животом. Она зна је да не може да чува тајну, чак ни своју. То јој проузрокује многе романтичне, пријатељске и радне проблеме, поготово након пресељења у Њујорк након завршетка факултета.

#### Insatiable series
- Insatiable (јун 2010)
- Overbite (јул 2011)

Прва књига, , Insatiable, објављена је 8. јуна 2010. и истог тренутка постала New York Times bestselle. Ова серија је модерна прича о Дракули Stoker's Dracula, али главни лик,Meena Harper, може предвидети смрт људи. Она је присиљена телевизијском емисијом за коју ради да пише o вампирима због њехове популарности. Meena, међутим, мрзи вампире (она не верује у њих, и не воли како увек иду и убијају дјевојчице). То компликује ствари када сазна од Alaric Wulf, ловца на демоне са тајном јединицом Ватикана који се зове Палатинска гарда, да вампири нападају девојке широм њеног родног Њујорка и да би њен нови дечко могао бити један од њих : Lucien Antonescu, Дракулин син, принц таме. Наставак филма Insatiable назван Overbite  објављен је 5. јула 2011. године.

#### Романтични романи
Ови романи су написани под Каботовим псеудонимом Патриција Цабот:
- ''Where Roses Grow Wild'' (март 1998)
- ''Portrait of My Heart'' (јануар 1999)
- ''An Improper Proposal'' (новембар 1999)
- ''A Little Scandal'' (јун 2000)
- ''Lady of Skye'' (јануар 2001)
- ''Educating Caroline'' (новембар 2001)
- ''Kiss the Bride'' (мај 2002)

Написано под Каботовим ликовима
- Ransom My Heart (јануар 2009) - Написао Amelia "Mia" Thermopolis, принцеза Genovia уз помоћ Мег Кабот.

### Остали послови
- She Went All the Way, децембар 2002. (као Мег Кабот)

She Went All the Way је романтични роман са елементима (благог) трилера. Радња се фокусира на одбаченог сценаристу, Lou који је побегао две недење након раскида са неком другом. Недавно венчана млада такође је бескрајно оставила свог дечка, Jack, глумца из Jack. Када је Lou додељен четврти наставак у Jack'sј главној филмској франшизи, они не само да се састају, већ и деле откачену авантуру, са тренуцима истинске опасности.

#### Кратке приче
- "The Christmas Captive" (as Patricia Cabot), укључен у антологију одраслих романа ''A Season in the Highlands'', која је објављена у децембру 2000. године.
- "Girl's Guide to New York through the Movies" укључен у ''Metropolis Found:New York Is Book Country 25th Anniversary Collection'', објављена у августу 2003.
- "Kate the Great" укључена у ''Thirteen: Thirteen Stories That Capture the Agony and Ecstasy of Being Thirteen'', објављено у октобру 2003.
- "Party Planner" укључен у колекцију кратких прича за одрасле ''Girls' Night In'', објављена у септембру 2004.
- "Connie "Hunter" Williams, Psychic Teacher" укључен у колекцију кратких прича за тинејџере ''Friends: Stories About New Friends, Old Friends, and Unexpectedly True Friends'', објављеном у августу 2005.
- Allie Finkle's Rules for Girls" укључена у ''CosmoGIRL!'' колекција кратких прича ''Shining On'', објављена у априлу 2006.
- "Reunion" укључен у колекцију кратких прича за одрасле ''Girls' Night Out'', објављене у јуну 2006.
- "Cry, Linda, Cry: Judy Blume’s Blubber and The Cruelest Thing in the World" укључени су у Everything I Needed to Know About Being a Girl I Learned From Judy Blume'', објављена у прољеће 2007. године.
- "Ask Annie" укључен у ''Midnight Feast'', објављен у јулу 2007.
- "The Exterminator's Daughter" укључена у ''Prom Nights From Hell'', објављену у мају 2007.
- "Every Girl's Dream" kратка прича коју је написала Кабот из серије Mediator.
- "Princess Prettypants" kратка прича у антологији ''Zombie vs.'' ''Unicorns'' објављени у септембру 2010.
- ''"The Night Hunter''" kратка прича у антологији ''Fear: 13 Stories of Horror and Suspense'' објављена у септембру 2010.
- „The Protectionist”, уврштен у колекцију кратких прича младих одраслих ''What You Wish For'', објављен у септембру 2011. године.
- „Out of the Blue” укључен у антологију Foretold
- „The Model and The Monster” (поновно читање приче "The Beauty and The Beast") уврштено у "O Livro das Princesas" (Book of Princesses) објављено у јуну 2013. (само у Бразилу)

#### Сценарио
- Ране верзије сценарија за Дизнијеву ''Ice Princess'', објављену 2005. године, написала је Мег Кабот

### Адаптације
Године 2001. објављена је филмска верзија Princess Diaries . У филму је глумио Ен Џеклин Хатавеј као Amelia "Mia" Thermopolis и Џули Ендруз као Clarisse Renaldi Наставак филма Princess Diaries објављен је 2004. године под називом The Princess Diaries 2: Royal Engagement.
Канадска телевизијска серија заснована на серији 1-800-WHERE-R-YOU, названа Missing, емитована је на мрежи А и W у Канади од 2003. до 2006. године. Серија је емитована на Lifetime у САД.
Оригинална верзија филма на Дизнијевом каналу ''Avalon High'' премијерно је приказана касне јесени 2010. Gregg Sulkin као A. William Wagner и Britt Robertson као Allie Pennington (Ellie Harrison)
Неименовани филм Queen of Babble тренутно је у развоју. Ову књигу је изабрао Jeffrey Sharp из Sharp Independent, а Кристен Бел је требало да постане звезда. Такође је било говора о томе да је The Mediator прилагођен филму или телевизијској серији.

## Награде
- Награда ''Romantic Times'' Reviewers Choice за најбољи британски историјски роман, 1999, за ''An Improper Proposal.''
- Top Ten Quick Picks for Reluctant Readers selection, Best Book selection, American Library Association, и New York Public Library Teen Book for the New Millennium citation све 2001, све за The Princess Diaries.
- Номинација за награду Edgar Allan Poe, најбоља категорија младих и одраслих, Mystery Writers of America,, 2003, за ''Safe House.''
- The Princess Diaries је гласало „један од 100 вољена романа нације" од стране британске јавности као део Big Read, British Broadcasting Corporation, 2003.
- Номинација за Queen of Teen (2008) за њен рад.
- ''Airhead'' номинован за Teen Choice Book of the Year, 2009.

## Хуманост
Мег се удружила са Make-a-Wish Foundatio и Starlight Children's Foundation за децу са менталним обољењима и терминалним болестима.
Догађаји
У марту 2012, Мег је прикупика новац за ауторе за Henryville у корист жртава торнада у Индијани.
У 2010, Мег је донирала средства из књига купљених на сајму књига Kappa Book Fair и Dinner у Денверу. Болница је специјализована за повреде кичмене мождине и мозга.
Године 2009. Мег је одржала аукцију на Тиари како би користила Њујоршку јавну библиотеку. На аукцији у Тијари су присуствовали разне познате личности, аутори и дизајнери, као што су Џули Ендруз, Вера Ванг, Томи Хилфигер, Lauren Conrad, Mo Rocca и Julianne Moore, продали су на аукцији и прикупили преко 15.000 долара за тинејџерске програме у библиотеци.
Кратке приче и књиге у корист добротворних организација
Године 2012, Мегова кратка прича ''Wooden Animal'' појавила се у значајним објектима, антологији која је користила Girls Write Now.
А 2011. године Мег је допринела причи ''The Protectionist'' у антологији ''What You Wish For''. Сто посто прихода користила је [./https://en.wikipedia.org/wiki/UN_Refugee_Agency UN Refugee Agency], UNHCR, која гради библиотеке у избегличким камповима у Дарфурију у Чаду .
Сав приход Мег из њене приче ''The Exterminator's Daughter'', у антологији ''Prom Nights From Hell'', користи First Book, непрофитној организацији која повезује издаваче књига и друштвене организације како би омогућила приступ новим књигама за децу са посебним потребама.
Сви Мегови приходи из The Princess Diaries, Volume 4 1/2,Project Princess, иду у корист The Lower Eastside Girls Club у Њујорку. Издања која се продају издавачима у 10. земаља изван САД користила су локалне добротворне организације у тим земљама.
Сва средства Мег из романа ''Ransom My Heart'' by Mia Thermopolis, Princess of Genovia(уз помоћ Мег Кабот) иду у корист[./https://en.wikipedia.org/wiki/Greenpeace Greenpeace] (Ransom My Heart је такође штампан на рециклираном папиру). Приходи од продаје Ransom My Heart издавачима у 8. земаља такође су отишли у Mia's омиљену добротворну организацију.
Мегова прича ''The Night Hunter'' била је укључена у антологију Fear: 13 Stories of Suspense. Сви аутори полазе од ове књиге у корист програма описмењавања за дјецу.
Године 2008, Мег је допринела причи (Another All-American Girl ) у антологију ''Our White House: Looking In, Looking Out'' . Сви приходи имају користи од Children's Book and Literacy Alliance.
Мег је такође написала кратке антолошке приче које су имале користи од Teenage Cancer Trust, War Child, No Strings, Lisa Libraries, Kids Company и јавних библиотека у Њујорку, међу осталим организацијама